# Aspklobben, Raseborg
Aspklobben är en ö i Finland. Den ligger i Finska viken och i kommunen Raseborg i den ekonomiska regionen  Raseborg i landskapet Nyland, i den södra delen av landet. Ön ligger omkring 88 kilometer väster om Helsingfors.
Öns area är 0,8 hektar och dess största längd är 120 meter i nord-sydlig riktning.